# Boy Crazy
Boy Crazy è un film muto del 1922 diretto da William A. Seiter e prodotto da Hunt Stromberg. Commedia sentimentale su un soggetto di Beatrice Van, il film aveva come interpreti Doris May, Harry Myers, Fred Gamble, Otto Hoffman, Gertrude Short, Jean Hathaway.

## Trama
Quando J. Smythe apre un negozio di moda femminile nella piccola città di Santa Boobara, Jackie Cameron rileva il locale di suo padre che si trova dall'altra parte della strada per trasformarlo in un'elegante merceria. Jackie è la cliente preferita di Smythe che è innamorato di lei. La convince anche a comprare un vestito che era destinato a Evelina Skinner, la figlia dell'uomo più ricco e più tirchio di Santa Boobara. Ma, con indosso quell'abito, Jackie viene scambiata per Evelina da due malviventi che, pensando di avere rapito la figlia di Skinner, ne chiedono il riscatto. Smythe, vedendo che Jackie è sparita, quando vede due figuri entrare in casa Skinner, li segue e loro, poi, lo conducono fino alla baracca dove hanno nascosto Jackie, che lui mette in salvo. I due riescono a catturare i rapitori che vengono portati dallo sceriffo. Qui, Smythe e Jackie incassano il premio promesso da Skinner per la cattura dei due malviventi. Con quei soldi, la coppia innamorata decide di mettersi in società per la vita.

## Produzione
Il film fu prodotto dalla Hunt Stromberg Productions.

## Distribuzione
Il copyright, richiesto dalla Hunt Stromberg Productions, fu registrato il 5 marzo 1922 con il numero LP17663. Nello stesso giorno, distribuito, dalla Robertson-Cole Distributing Corporation, il film uscì anche nelle sale statunitensi.
Non si conoscono copie ancora esistenti della pellicola che viene considerata presumibilmente perduta.